# Edwin Stevens
Edwin Stevens (16 de agosto de 1860 - 3 de janeiro de 1923) foi um cineasta e ator de cinema e de teatro estadunidense da era do cinema mudo. Iniciou no teatro em 1896, trabalhando em quase 20 peças, e atuou em 45 filmes entre 1916 e 1923, além de dirigir 7 filmes entre 1916 e 1917.

## Biografia
Nasceu em São Francisco, Califórnia, e iniciou no teatro por volta de 1896. Tornou-se o principal cantor da Tivoli Stock Company, e atuou em vários musicais pela Broadway. Sua estreia na [Broadway]] foi com a peça The Geisha, uma comédia musical em 1896, dirigida por Augustin Daly. The Geisha seria reencenada em 1913, sob direção de Edwin T. Emery, e Stevens faria o mesmo personagem, o Marquês Imari. A partir de então, atuou em quase 20 peças, até 1917, quando atuou em Kitty Darlin. Atuou ao lado de estrelas como Ethel Barrymore e Isadora Duncan. Na peça The Devil, em 1908, interpretou o papel-título, e contou ao seu lado com a presença de Theda Bara, ainda sob o nome teatral de Theodosia de Coppet (nasceu Theodosia Goodman).
Seu primeiro filme foi The Man Inside, em 1916, pela Universal Film Manufacturing Company. Ainda em 1916, escreveu, dirigiu e atuou no filme The Capital Prize, pela Independent Moving Pictures Company. Atuou no seriado The Yellow Menace (1916), ao lado de Florence Malone e Marguerite Gale, pela Serial Film Corporation. Dos 7 filmes que dirigiu, entre 1916 e 1917, 6 foram para a Universal.
Seu último filme foi A Lover's Oath, lançado postumamente, em 29 de setembro de 1925, dois anos após a morte de Stevens.
Morreu em Los Angeles, Califórnia, em sua residência, de pneumonia.

## Filmografia parcial

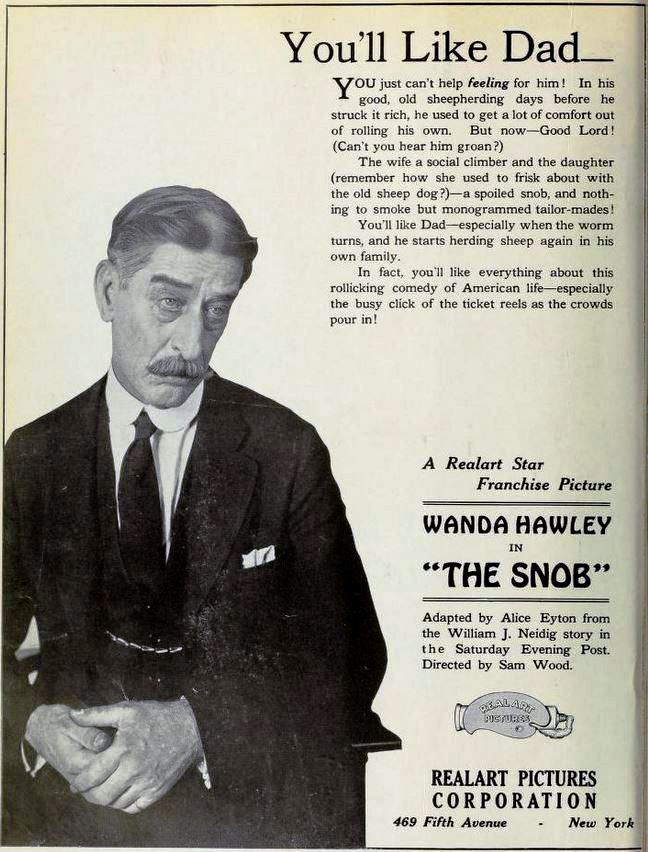
The Snob (1921), com Edwin Stevens, conforme anúncio no Film Daily, em 6 de fevereiro de 1921.

- The Man Inside (1916)
- The Devil's Toy (1916)
- The Capital Prize (1916)
- The Yellow Menace (1916)
- Cheating Cheaters (1919)
- Sahara (1919)[6]
- The Crimson Gardenia (1919)
- Love Insurance (1919)
- The Lone Wolf’s Daughter (1919)[7]
- Love Insurance (1919)[8]
- Passion's Playground (1920)
- Seeing it Through (1920)[9]
- What's Worth While? (1921)
- The Little Minister (1921)
- The Snob (1921)
- The Man Unconquerable (1922)
- The Spider and the Rose (1923)
- The Woman of Bronze (1923)[10]
- The Voice from the Minaret (1923)[11]
- A Lover's Oath (1925)

## Peças
- The Geisha (1896)/ (1913)
- Brother Officers (1900)/ (1901)
- The Bugle Call/ A Man and His Wife (1900)
- Captain Jinks of the Horse Marines (1901)
- Diplomacy (1901)
- A Royal Rival (1901)
- His Excellency the Governor (1902)
- Sweet Kitty Bellairs (1903)
- The Pearl and the Pumpkin (1903)
- The Devil (1908)
- The Brass Bottle (1910)
- The Speckled Band (1910)
- Robin Hood (1912)
- Kitty Darlin' (1917)